# Ана Штайдохар
Ана Штайдохар (нар. 24 листопада 1979, Белград, СФРЮ) — сербська співачка.

## Дискографія
- 2001: Čudesna Ploča
- 2002: 5 Element